# Dogana di San Fermo
La dogana di San Fermo, conosciuta anche con il nome di dogana di terra, è un edificio situato nel centro storico di Verona, sede del Laboratorio di restauro della Soprintendenza archeologia, belle arti e paesaggio per le province di Verona, Rovigo e Vicenza. La costruzione dell'edificio fu un episodio significativo della storia della città, sia perché fu uno degli interventi urbanistici più importanti del Settecento veronese sia perché rappresentò un'affermazione dell'autonomia di Verona nei confronti della Repubblica di Venezia.

## Storia e descrizione
Verona ha da sempre svolto un ruolo di primo piano nel commercio, grazie alla sua posizione strategica sulle rive dell'Adige. Inoltre il fiume, dopo la scoperta dell'America, divenne una via di comunicazione privilegiata tra il Mediterraneo e l'Europa settentrionale: la città beneficiò di questo cambiamento diventando il secondo porto più importante della Serenissima, dopo Venezia.
Oltre a numerose dogane necessarie allo smistamento e tassazione delle merci in transito, Verona era dotata di una struttura per il controllo sanitario delle merci, denominata "Sborro", situata sulla riva del fiume nel luogo in cui sarebbe poi sorto il complesso del Macello. Nel Seicento il primitivo edificio si rivelò insufficiente e fu costruito una nuova struttura di grandi dimensioni e composto da innumerevoli stanze. I locali del vecchio edificio furono concessi temporaneamente dall'Amministrazione cittadina ai mercanti perché fossero utilizzati come deposito; i mercanti, tuttavia, finirono per utilizzarlo per commerciare abusivamente, pratica che si protrasse per molti anni e che col tempo si espanse anche allo "Sborro nuovo". Ad un certo punto le autorità furono costrette a intervenire per sgomberare gli edifici e riassegnarli alle loro funzioni originali.
Dopo questi avvenimenti i mercanti chiesero un nuovo edificio doganale in cui poter svolgere le proprie attività. Nel 1745, il Consiglio cittadino di Verona decise di costruire un nuovo edificio in un terreno nei pressi della chiesa di San Fermo Maggiore, affidando il progetto all'architetto Alessandro Pompei. Il Consiglio cittadino tuttavia finì per trasformare un'iniziativa di carattere funzionale in un'operazione dal significato politico: furono infatti ignorate le direttive di Venezia, che imponevano la costruzione di edifici pubblici semplici e pratici, senza "pompa e magnificenza".

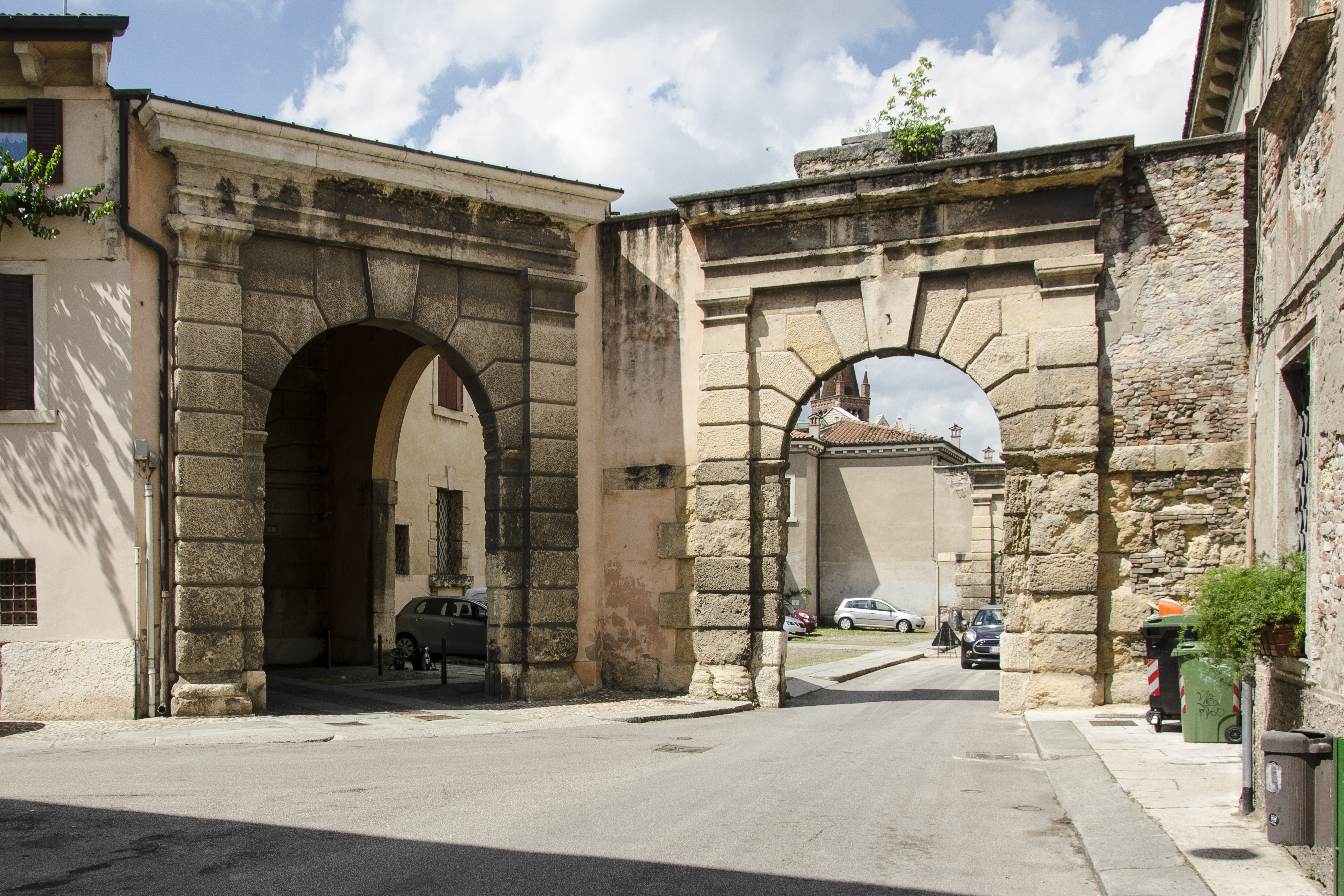
Sulla sinistra l'ingresso alla dogana di San Fermo mentre, sulla destra, l'accesso allo spazio su sui si affaccia la dogana di fiume

Il progetto di Pompei prevedeva invece un edificio grandioso, dalle forme e dai costi eccessivi: l'edificio, completato già nel 1746, era costituito da un cortile rettangolare circondato da un peristilio con porticato a due piani sui lati maggiori e ad uno solo piano sul lato opposto all'ingresso, dove è costituito da colonne di ordine gigante. Le critiche dell'autorità veneziana furono inerenti la funzionalità, per via della disposizione su due piani e degli ambienti di piccole dimensioni che rendevano difficile lo stivaggio delle merci, e la presenza del porticato aperto, inadatto alla loro conservazione. L'edificio conteneva anche una cappella, ritenuta inutile e inopportuna da Venezia.
L'iscrizione («Extraneis mercibus tutius ac commodius reponendis distrahendisque civitas veronensis a solo fecit») e lo stemma sulla facciata dell'edificio rivendicavano la proprietà e il merito dell'edificazione da parte di Verona, senza menzionare Venezia. La città si era inoltre data un nuovo regolamento daziario che le concedeva un'autonomia eccessiva, gesto che venne considerato un atto di insubordinazione dalle autorità veneziane.
Per porre rimedio alla situazione, Venezia fu costretta a farsi carico delle spese sostenute da Verona per la costruzione dell'edificio, ben 36000 ducati, e a riappropriarsene. Infine la costruzione della dogana di fiume, approdo necessario per rendere autonomo il complesso doganale, avvenne solamente nel 1792, quando ormai il commercio fluviale era in crisi.
Nel secondo dopoguerra la dogana di terra perse la sua funzione originaria e fu destinata a diventare sede del Laboratorio di restauro della Soprintendenza archeologia, belle arti e paesaggio per le province di Verona, Rovigo e Vicenza, dove le opere d'arte venete subiscono interventi di manutenzione, conservazione e restauro.